# Isaac Coymans

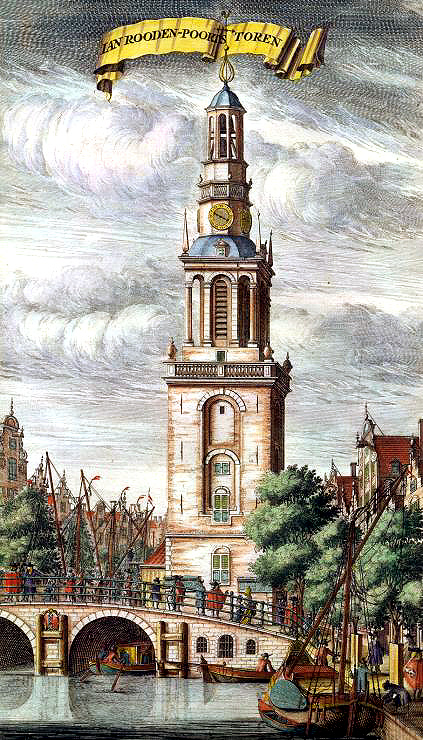
De Jan Roodenpoortstoren in de 18e eeuw Foto: bma.amsterdam.nl.

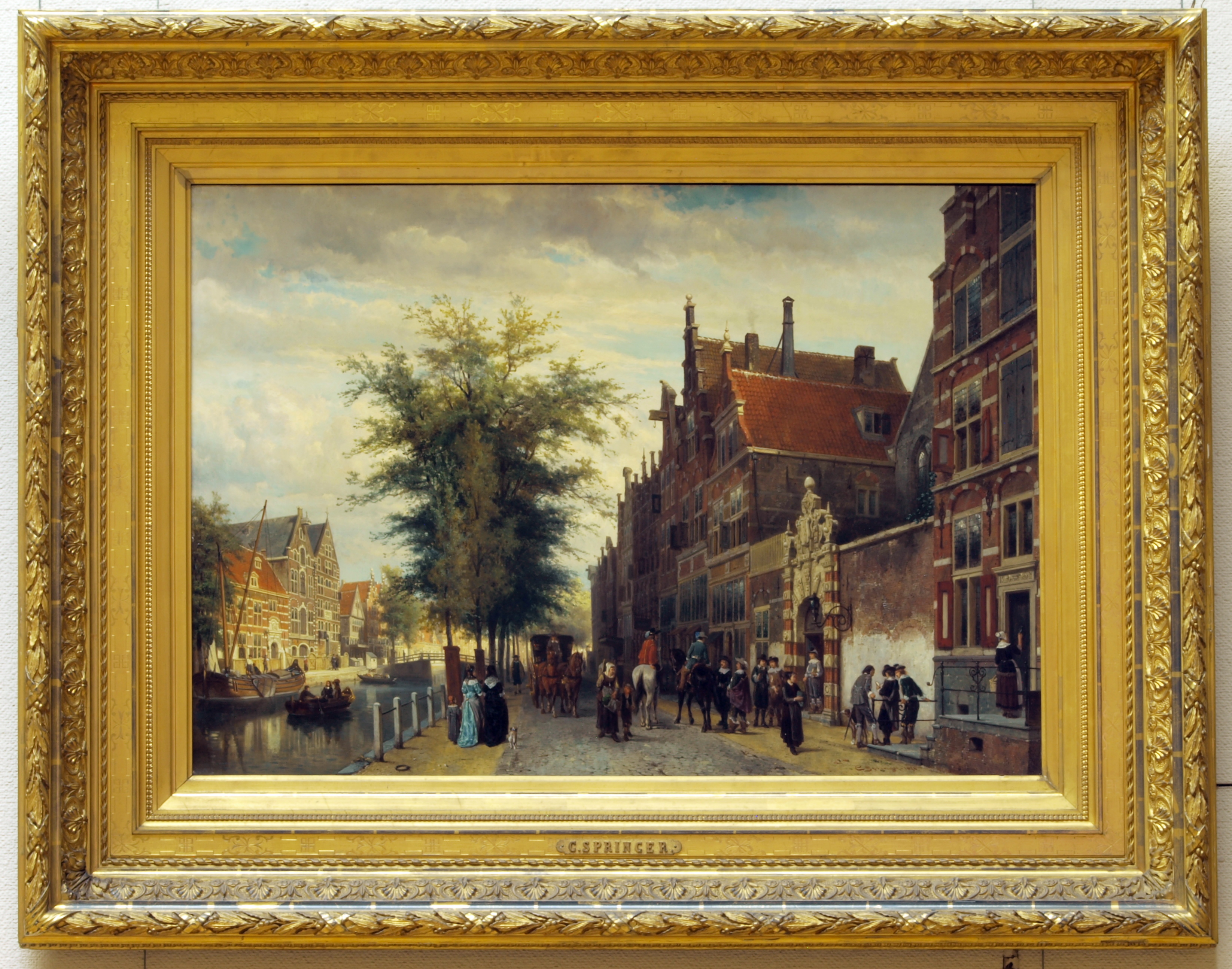
Het Atheneum Illustre aan de Oudezijds Voorburgwal te Amsterdam

Isaac Coymans (23 augustus 1622 - 2 februari 1673) was een koopman in dienst van de West-Indische Compagnie. Vanwege zijn pogingen de WIC in een oorlog met Denemarken te betrekken is hij veroordeeld tot zes jaar opsluiting in de kelders onder de Jan Roodenpoortstoren.

## Biografie
Isaac was de zoon van Isaac Coymans en Weijntje Reynst; zijn moeder was een dochter van Gerard Reynst. Zijn vader was afkomstig van Hamburg, maar woonde op de Herengracht. Ze trouwden in 1620 en het echtpaar kreeg vijf kinderen, alle gedoopt in de Nieuwe Kerk. Anna, hun eerste kind werd in 1622 begraven in de Oude Kerk. Het echtpaar woonde toen in de Warmoesstraat 44, in een pand genaamd de Prins van Denemarken.
Op 8 juli 1631 verhuisde de vader al zijn meubelen naar zijn zwager Blommaert op Keizersgracht 139. Coymans zat in de problemen vanwege verduistering.
In 1638 voer de zestienjarige Isaac naar Elmina, twee jaar later was hij terug. In 1640 stierf zijn vader in Amsterdam, in 1641 stierf zijn moeder Weijntje Gerrits en zijn oom Samuel Blommaert werd vervolgens tot voogd benoemd over de onmondige kinderen.
In 1642 vertrok hij opnieuw naar de Goudkust; ditmaal als boekhouder en opperkoopman. Hij kreeg te maken met Jan Valkenburg, directeur van het fort in Elmina en Hendrik Carloff. In 1649 vestigde hij zich op de Fluweelenburgwal naast het Athenaeum Illustre. In 1652 trouwde hij met Helena Schuyt (1623-1678) en het echtpaar liet het jaar daarop een kind dopen in de Zuiderkerk genaamd Isaac (1653-1714).

### Deense Afrika Compagnie

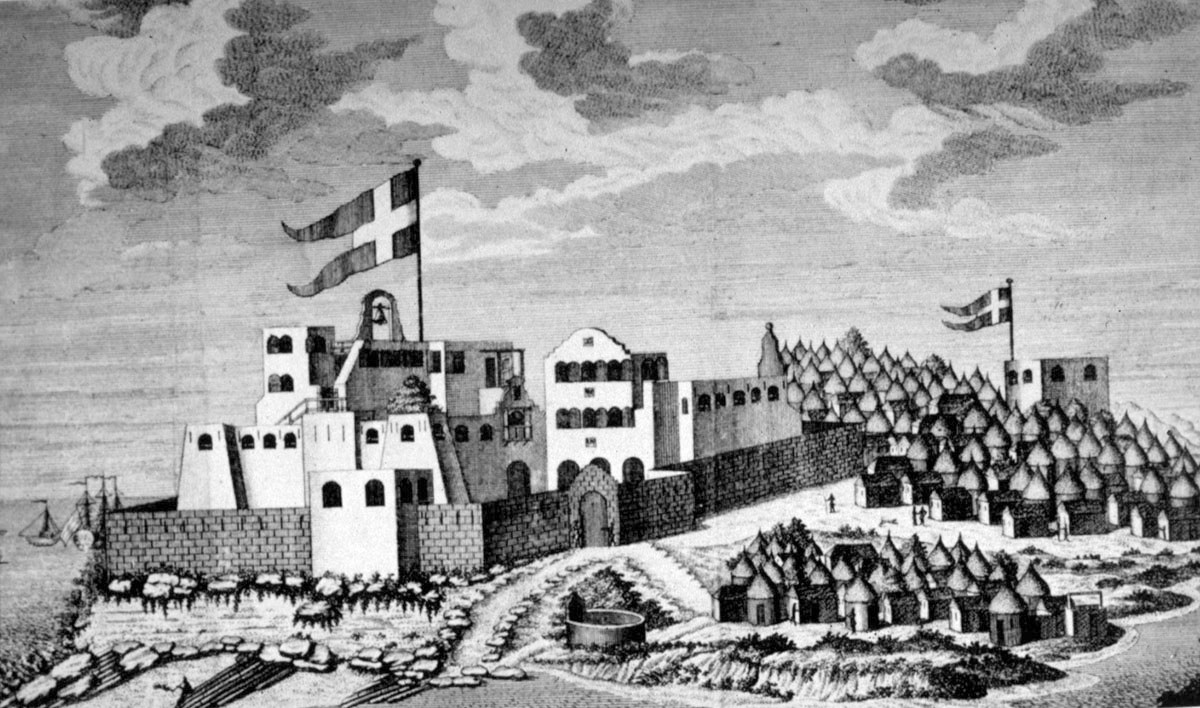
Het fort Christiansborg met Deens vlag

In maart 1659 liet Isaac Coymans samen met schepen Nicolaes Pancras en Hendrik Carloff in Hamburg een Glückstädter Afrika Compagnie oprichten, een bijna volledige Amsterdamse affaire, waardoor de Hollandse kooplieden de door kapitaalgebrek machteloze West-Indische Compagnie, maar ook Laurens de Geer en zijn Zweedse Afrika Compagnie konden beconcurreren.
De Engelsen stuurden een vloot om de Zweden te steunen in de Noordse Oorlog (1655-1660). Een tweede Nederlandse vloot onder Michiel de Ruyter werd erachteraan gestuurd om de Denen te versterken. De Denen gingen in de tegenaanval.
De commandant Samuel Schmidt (of Smith) verkocht op 15 april 1659 de Deense bezittingen, waaronder het fort Christiansborg aan Jasper van Heussen, nadat bekend werd dat Denemarken door Zweden was bezet tijdens de Deens-Zweedse Oorlog (1657-1658). De inlanders waren niet blij met de nieuwe situatie en verzochten de Zweden terug te keren.
De WIC zou het plan tot moord hebben beraamd op een hooggeplaatste zwarte inlander, de broer van het stamhoofd van Futu, genaamd Jan Claessen, die zou moeten worden vergiftigd of anderszins zou moeten worden omgebracht.
Coymans heeft een zekere Joost Cramer, afkomstig uit Lindau, in dienst van de Deense Compagnie in een tweetal brieven van 25 maart en 13 juli 1660 op de hoogte gesteld van een Nederlandse aanval op een fort Carolusborg. Cramer zou hulp moeten vragen bij de inlanders om zich te verdedigen tegen de WIC en een aanval te doen op Fort Nassau.
Coymans verdedigde zich door op te merken, dat de WIC noch eigendom, noch monopolie in Afrika had, maar alleen verlof om er handel te drijven.
Coymans woonde op Keizersgracht 107; zijn buurman Hans Bontemantel beschreef de ophef in de vroedschap en de procesgang.
Pancras, als schepen lid van "rechtbank" en de overgelopen medewerker Carloff, die zijn aandeel in de Deense compagnie in augustus 1660 had verkocht ontsprongen de dans, en Coymans is niet ter dood veroordeeld vanwege landverraad.
Coymans is op 24 januari 1662 veroordeeld tot zes jaren in beslooten hechtenisse’, waarna hij ten eeuwigen dage werd gebannen, niet alleen uit de stad, maar ook uit het rechtsgebied van de Staten van Holland, alsmede uit de landen en plaatsen in het bezit van de West-Indische Compagnie.... De schepen Jan J. Hinlopen, een familielid, was bij de uitspraak niet aanwezig vanwege zijn verwantschap met de Coymans. Bontemantel beschreef het bezoek van de dames Polsbroek, de Wilhelm en Reynst op 27 januari 1662.
Een week later werd Coymans naar een tuchthuis vervoerd, naar een afdeling waar een gematigd bewind heerste. Op 25 mei werd hij overgeplaatst naar de toren aan het Singel tegen een borg van 20.000 guldens. Jeronimo de Haze en Anna Schuyt, weduwe van Mr Gerard Reynst hadden zich voor hem ingezet als borg. De Staten van Holland waren het niet eens met deze beslissing en eisten in hoger beroep dat Coymans naar Den Haag vervoerd zou worden, maar de burgemeesters Cornelis Jan Witsen, Cornelis de Graeff, Cornelis de Vlaming van Oudtshoorn en Hendrik Hooft en schepenen van Amsterdam weigerde daarop in te gaan. Het proces hield aan totdat ‘de saeke in stilte was geraekt’.
Na vier jaar in de Jan Roodenpoortstoren opgesloten te hebben gezeten, kreeg hij (door bemiddeling van Gillis Valckenier, inmiddels burgemeester) toestemming zijn straf thuis uit te zitten, en een jaar later toen Pancras burgemeester was geworden is de ban opgeheven.
In 1669 kocht Coymans een huisje in een hofje in de Jordaan op de Lindengracht, hoek Tichelstraat. In 1672 woonde hij op het Singel bij de Langestraat. Coymans werd het jaar daarop begraven in de Noorderkerk.

## Varia
- Isaac Coymans wordt in sommige artikelen de vader van Balthasar Coymans (1652-1686) genoemd, maar laatstgenoemde was een zoon van Sophia Trip en Johannes Coymans.
- Helena Schuyt werd begraven vanaf de Herengracht. Haar zoon Isaacq, bewindhebber van de Vereenigde Oostindische Compagnie, stierf in 1714
- Jan Valckenburgh viel in december 1662 of april 1663 de Deense bezittingen op de Goudkust aan.